# Kristin Harmel
Kristin Harmel (4 de maio de 1979)  é uma jornalista e escritora estadunidense de romances históricos. Ela já entrou na lista de mais vendidos do The New York Times. Os seus romances foram traduzidos em mais de 30 línguas.

## Biografia
Nasceu nos arredores de Boston, Massachusetts, e passou lá sua infância, assim como em Worthington, Ohio. Ela cresceu em São Petersburgo, Flórida.
Kristin Harmel ganhou sua primeira experiência de escrita aos 16 anos como repórter esportiva da revista Tampa Bay AllSports, Ela teve uma longa carreira como jornalista escrevendo artigos para revistas como People, American Baby, Men's Health, Woman's Day e outras. Ela trabalhou como repórter da revista People por 12 anos. Ela também foi colaboradora frequente do programa matinal de televisão nacional dos EUA: The Daily Buzz.
Depois de se formar em jornalismo (com especialização em espanhol) pela Universidade da Flórida, ela morou em Paris e Los Angeles e agora mora em Orlando, com o marido e o filho pequeno.
Ela foi diagnosticada com câncer de mama em 2022, embora o câncer estivesse no estágio 1, foi considerado muito agressivo. Ela precisou de quimioterapia junto com radiação. Em 2024 anunciou que estava livre do câncer.

### Carreira
Ela escreveu sua primeira história aos 6 anos de idade.
Foi ao entrevistar Henri Landwirth, que viveu em um campo de concentração nazista quando era adolescente e perdeu seus pais lá, que Kristin Harmel se direcionou para ser escritora, essa história ajudou ela a escrever o livro The Sweetness of Forgetting.